# Підстепнівський сільський округ
Підстепні́вський сільський округ (каз. Подстепное ауылдық округі, рос. Подстепновский сельский округ) — адміністративна одиниця у складі Теректинського району Західноказахстанської області Казахстану. Адміністративний центр — село Підстепне.
Населення — 10983 особи (2021; 7749 у 2009, 5611 у 1999, 6508 у 1989).
Станом на 1989 рік існувала Підстепнівська сільська рада (села Госплемстанція, Лісопитомник, Підстепне, Тукпай).

## Склад
До складу округу входять такі населені пункти:
| Населений пункт    | Старі назви    | Населення, осіб (1989) | Населення, осіб (1999) | Населення, осіб (2009) | Населення, осіб (2021) |
| ------------------ | -------------- | ---------------------- | ---------------------- | ---------------------- | ---------------------- |
| Лісопитомник, село | -              | 487                    | 459                    | 637                    | 639                    |
| Підстепне, село    | -              | 5022                   | 4675                   | 6461                   | 9562                   |
| Тукпай, село       | -              | 66                     | 58                     | 177                    | 341                    |
| Юбілейне, село     | Госплемстанція | 446                    | 419                    | 474                    | 441                    |